# Буравльов Ігор Борисович
Ігор Борисович Буравльов (нар.серпень 1951, м. Дніпропетровськ) — український металург, учений в галузі обробки металів тиском.

## Біографія
Після закінчення Дніпропетровського механіко-металургійного техникуму у 1970 р., працював слюсарем на коксохімічному заводі, нагрівальником та лаборантом на металургійному заводі.
Впродовж 1972—1974 рр. служив у Радянській армії, а після повернення з неї — працював інженером-конструктором, диспетчером виробничого відділу, майстром по ремонту обладнання заводу "Червоний Профінтерн" (м. Дніпропетровськ).
У 1975—1981 роках паралельно з роботою навчався у Дніпропетровському металургійному інституті.
У 1978—1986 рр. працював на посадах заступника начальника та начальника сталедротового цеху, начальника цеху кріплень Дніпропетровського заводу металовиробів.
Після захисту кандидатської дисертації з 1986 по 1989 рр. працював старшим науковим співробітником в Дніпропетровському металургійному інституті.
У 1989—1991 рр. - помічник першого заступника міністра чорної металлургії СРСР.
З 1992 року І. Буравльов генеральний директор об'еднання заводів металовиробів України «Укрметиз».
У 1998 р. отримав вчений ступінь доктора технічних наук після захисту дисертації, а наступного року — йому було присвоєне звання професора.

## Нагороди
- Заслужений працівник промисловості України

## Науковий доробок
Опублікував больш ніж 50 наукових праць, серед яких 4 монографії, статті та винаходи.
- Биметаллы и защитные покрытия.Теория и практика. — Днепропетровск: ГНПП “Системные технологии”. 1997. —- 170 с.
- Производство низкоуглеродистой проволоки. —- Київ: ІСДО. 1995. —- 328 с.
- Теория и технология прогрессивных процессов изготовления низкоуглеродистой проволоки. - Донецк: “Лебедь”. 1997. - 144 с.